# Matthias Fell
Matthias Fell (* 2. Januar 1940 in Ahrweiler) ist ehemaliger Präsident des USC Münster sowie des Westdeutschen Volleyball-Verbandes.

## Karriere
Matthias Fell war in seiner Jugend aktiver Sportler als Leichtathlet, später auch als Handball- und Volleyballspieler und als Fußball-Schiedsrichter. Seit 1957 übernahm er in verschiedensten Funktionen ehrenamtliche Aufgaben im Sport, vor allem im Volleyball.

## Auszeichnungen
Matthias Fell erhielt zahlreiche Auszeichnungen, so im Jahre 2002 die Münster-Nadel. Er wurde vom Sportbund der Stadt Münster beim Ball des Sports 2003 mit dem Sport-Oscar ausgezeichnet. Kurze Zeit später im Jahre 2006 war er der erste Träger des neu geschaffenen „Volleyball Awards“. Im Jahre 2008 wurde er mit dem Bundesverdienstkreuz am Bande ausgezeichnet. Matthias Fell ist nach Niederlegung seines Amtes als Präsident des Westdeutschen-Volleyballverbands am 24. Juni 2012 nun Ehrenpräsident. Weiterhin ist er Ehrenmitglied des Deutschen Volleyball-Verbandes, des Stadtsportbundes Münster und des USC Münster. Seit 2019 ist er Ehrenpräsident des USC Münster.
Außerdem erhielt er noch folgende Auszeichnungen:
Ehrennadel des DVV in Silber (1981) und in Gold (1985), Träger der Sportplakette des Landes Nordrhein-Westfalen (2003), Ehrenplakette des SSB (2001).

## Ehrenämter im Überblick
- Präsident des WVV (1995–2003, 2004–2012), Vizepräsident und ehrenamtlicher Geschäftsführer Deutscher Volleyball-Verband (1973–1979, 1987–1991), Vorsitzender Liga-Ausschuss (1983–1985), im DVV weitere diverse Ämter (Kassenprüfer, Mitglied Finanzausschuss, Mitglied des Ehrenrates), Präsident des lokalen OK der Volleyball-Weltmeisterschaft der Frauen 2002.
- 1982 Gründungsvorsitzender des Unabhängigen Sport-Clubs Münster (USC), 1982–1984 und 2008–2014 Präsident, Vorstandsmitglied 1992–1995.
- Delegierter des WVV im Landessportbund NRW und dort mit diversen Aufgaben betraut.
- Sozialwart (1969–1971) und 2. Vorsitzender sowie Sportwart (jeweils 1971–1984) in der Familiensportgemeinschaft NW e.V., Präsident, Vizepräsident und Sportwart der Sport- und Naturfreunde Münster (1967–1975).
- Seit 1982 ehrenamtliche Tätigkeit für den Stadtsportbund (SSB), seit 1999 Vorsitzer AK Leistungssport und Vorstandsmitglied, seit 2006 stellv. Vorsitzender.
- Von 1994 bis 2009 sachkundiger Bürger als Mitglied des Sportausschusses der Stadt Münster, von 1995 bis 1997 Vorsitzender der CDU-Ortsunion Geist, 1997–2000 Schöffe beim Landgericht Münster, 2001–2004 Schöffe beim Amtsgericht Münster.
- Seit 25. Juni 2022 Mitglied des dreiköpfigen Ehrenrates des DVV.